# Namu River
Der Namu River ist ein 15 km langer Zufluss des Pazifischen Ozeans im südwestlichen British Columbia in Kanada. Namu ist ein Wort aus der Sprache der Heiltsuk und bedeutet „Platz der hohen Winde“ oder „Wirbelwind“.

## Flusslauf
Das Quellgebiet des Namu River liegt auf einer Höhe von etwa 420 m im Nordosten der Namu Range, einem Höhenzug der Pacific Ranges, der das Einzugsgebiet des Namu River nach Süden und Osten hin begrenzt. Der Namu River fließt in überwiegend südwestlicher Richtung. Am Oberlauf liegen drei Seen, die als Draney Lakes bezeichnet werden. Nach weiteren 4,5 km erreicht der Namu River das Ostufer des Namu Lake. Er verlässt diesen an dessen Westufer und erreicht nach lediglich 500 m bei der Siedlung Namu den Fitz Hugh Sound. Das Einzugsgebiet des Namu River umfasst etwa 70 km². Es liegt fast vollständig innerhalb der beiden Schutzgebiete Namu Conservancy (10.312 ha) und Namu Corridor Conservancy (83 ha).

## Flussfauna
Im Flusssystem des Namu River kommen verschiedene Salmoniden vor. Die Fische bilden eine wichtige Nahrungsquelle für die Grizzly-Bärenpopulation am Flusslauf.